# Yan Ming
Kaiserinmutter Yan Ming († 152), formell Kaiserin Xiaochong, war eine Kaiserinmutter der Han-Dynastie, obwohl sie niemals Kaiserin war. Sie wurde 146 Kaiserinmutter, weil ihr Sohn Liu Zhi (als Kaiser Huan) den Thron bestieg.
Yan Ming war eine Konkubine von Liu Yi, dem Marquis von Liwu. Nachdem ihr Gemahl gestorben war, erbte sein Sohn Liu Zhi als Erstgeborener der Titel. Nach der Vergiftung des jungen Kaisers Zhi durch den mächtigen Beamten Liang Ji im Jahre 146 wurde der 13-jährige Marquis Zhi auf Betreiben von Liang Jis jüngerer Schwester, Liang Nüying, zum Thronfolger auserwählt. Nachdem er Kaiser geworden war, ehrte er seine Mutter zunächst mit dem Titel einer Prinzgemahlin (indem er seinen Vater postum zum Kaiser erhob). Nachdem die Regentin, Kaiserinmutter Liang Na, 150 gestorben war, ehrte Kaiser Huan seine Mutter mit einem Kaiserinnentitel, womit er sie praktisch zur Kaiserinmutter erhob. Er gab ihr neun Länder als Lehen. Yan Ming starb 152.
| Personendaten    | Personendaten                      |
| ---------------- | ---------------------------------- |
| NAME             | Yan Ming                           |
| ALTERNATIVNAMEN  | Kaiserin Xiaochong                 |
| KURZBESCHREIBUNG | Kaiserinmutter der Han-Dynastie    |
| GEBURTSDATUM     | 1. Jahrhundert oder 2. Jahrhundert |
| STERBEDATUM      | 152                                |